# Another Way to Die
Chansons de James Bond
You Know My Name
(2006) Skyfall
(2012)
Singles par Jack White
"Sitting on Top of the World"
(2003) "Sitting on Top of the World"
(2009)
Singles par Alicia Keys
"Superwoman"
(2008) "Empire State of Mind"
(2009)
Another Way to Die est une chanson de Jack White et Alicia Keys, extraite de la bande originale du film Quantum of Solace. Elle est composée par Jack White. C'est la première fois que la chanson du générique d'entrée d'un film de James Bond est un duo.

## Clip
Le clip de la chanson, réalisé par P. R. Brown, est publié le 29 septembre 2008 sur Yahoo! video. Il est disponible sur le DVD du film.

## Liste des titres
CD single / 7" single
1. "Another Way to Die" – 4:23
2. "Another Way to Die" (instrumentale) – 4:23

## Crédits
Crédit provenant de l'album,.
| - Alicia Keys – chants - Jack White – chants, guitare, batterie - Jack Lawrence – basse, Guitare baritone - Laura Matula – Piano - Wayne Jackson – Cor d'harmonie - Jack Hale – Cor d'harmonie - Tom McGinley – Cor d'harmonie - Lindsay Smith-Trostle – Violoncelle - Lyndsay Pruett – Violon, 5 cordes violon - Michael Rinne – Contrebasse | - Jack White – producteur, mixage - Vance Powell – ingénieur du son - Mark Petaccia – assistant ingénieur - Nathan Yarboro – assistant ingénieur - Josh Smith – assistant ingénieur - Vlado Meller – mastering - The Third Man – design - Rob Jones – design - Yvette Santoni – maquette |

## Classements et certifications
| Classement / pays (2008/2009)    | Meilleure position |
| -------------------------------- | ------------------ |
| Australie - ARIA Charts          | 29                 |
| Autriche - Ö3 Top 40             | 2                  |
| Flandre - Ultratop 50            | 10                 |
| Région wallonne - Ultratop 40    | 20                 |
| Canadian Hot 100                 | 15                 |
| République tchèque               | 65                 |
| Danemark - Tracklisten           | 7                  |
| European Hot 100 Singles         | 12                 |
| Finlande                         | 1                  |
| France - SNEP                    | 98                 |
| Allemagne - Media Control Charts | 8                  |
| Irish Singles Chart              | 12                 |
| Japan Hot 100                    | 39                 |
| Norvège - VG-lista               | 4                  |
| Slovaquie                        | 80                 |
| Suède - Sverigetopplistan        | 15                 |
| Suisse                           | 4                  |
| UK Singles Chart                 | 9                  |
| Billboard Hot 100                | 81                 |

| Classement (2008) | Position |
| ----------------- | -------- |
| Autriche          | 57       |
| Allemagne         | 78       |
| Suisse            | 42       |
| UK Singles Chart  | 83       |

| Pays            | Certification |
| --------------- | ------------- |
| Danemark - IFPI | Or            |